# Landtagswahl in Lippe 1876 (Herbst)
Die Landtagswahlen in Lippe 1876 fanden im Oktober und November 1876 statt. Es handelte sich um die ersten Wahlen zum Lippischen Landtag, die nach dem Wahlrecht von 1876 durchgeführt wurden.

## Allgemeines
Im März 1876 war ein Landtag nach dem Wahlrecht von 1836 gewählt worden. Nachdem das neue Wahlrecht beschlossen worden war, kam es im Herbst zu Neuwahlen.

„Auf Anordnung Hochfürstlicher Regierung wird den zur Wahl der Landtags=Abgeordneten berechtigten Wählern der I. Abtheilung Classe a. bekannt gemacht, daß in dem bevorstehenden Wahltermine von Montag den 30. October d. J. in den zur Wahlhandlung bestimmten Localen so viele Wahl=Urnen, als Abgeordnete in dem Bezirke zu wählen sind, mit der Bezeichnung: I, II, III, Abgeordneter:
von Morgens 9 bis Nachmittags 2 Uhr aufgestellt sein werden, und daß die Wähler für die Wahl jedes Abgeordneten einen besonderen Wahlzettel, welcher auf der inneren (nicht äußeren) Seite außer dem Namen des Candidaten auch die Bemerkung: „I. II. oder III. Abgeordneter.“ enthalten muß, zusammengefaltet abzugeben und in die betreffende Wahl=Urne legen zu lassen haben. –
Schötmar und Brake den 5. October 1876.
Der Vorsteher der I. Abtheilung, Classe a. von Meien.  Schröter.“

Die Wahlen fanden für die zweite Klasse am 26. Oktober und für die dritte Klasse am 27. Oktober statt. Die Stichwahl im siebten Wahlkreis der zweiten Klasse fand am 10. November die Stichwahl im fünften Wahlkreis der dritten Klasse am 1. November statt. Die Abgeordneten der ersten Klasse wurden am 30. Oktober gewählt.
Gewählt wurden 21 Abgeordnete in drei Klassen zu je sieben Abgeordneten. Die erste Klasse bildeten die höchstbesteuerten Bürger. In der ersten Klasse war in der Untergruppe A wahlberechtigt, wer mindestens 90 Mark Grundsteuer zahlte. Diese Untergruppe wählte fünf Abgeordnete in zwei Wahlkreisen. Die Untergruppe B umfasste diejenigen, die mindestens 180 Mark Einkommensteuer zahlten und wählte zwei Abgeordnete in zwei Wahlkreisen. Die zweite Klasse bildeten die Steuerzahler mit Grund- und Einkommensteuer von mindestens 36 Mark, die dritte Klasse alle anderen Wahlberechtigten. Die 2. und 3. Klasse wählte in je sieben Ein-Personen-Wahlkreisen.

## Wahlergebnis

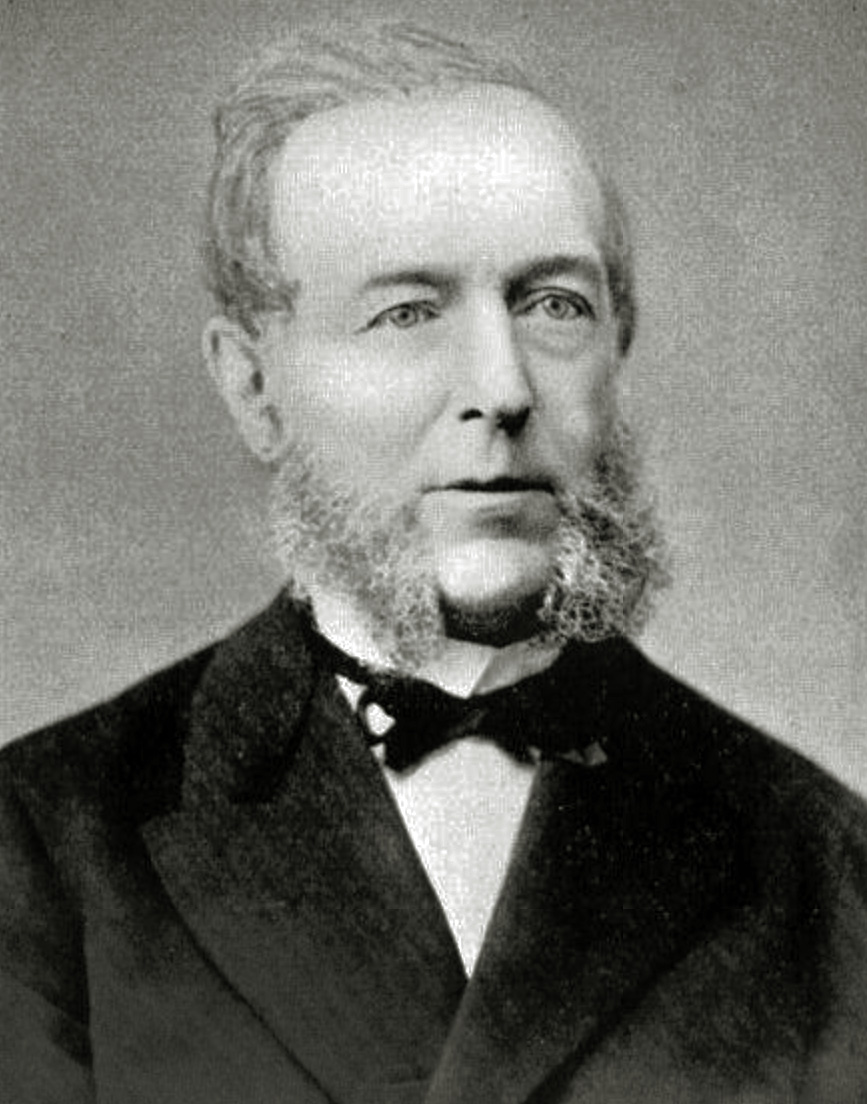
Johann H. von Lengerke

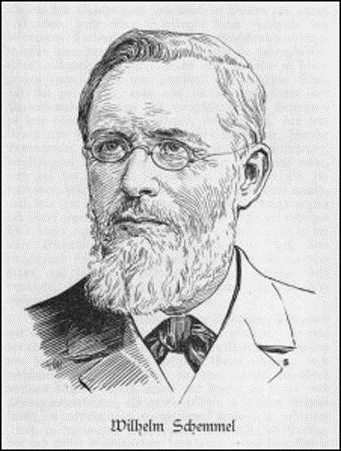
Wilhelm Schemmel

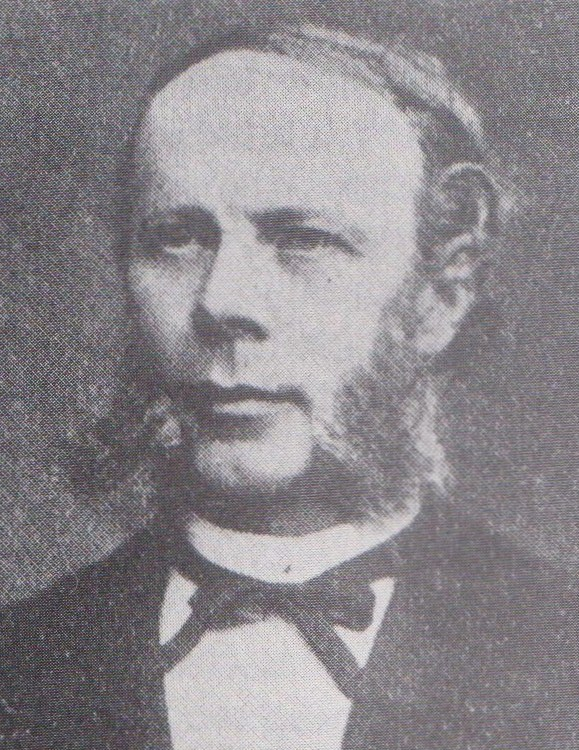
Theodor Krücke

| Klasse        | Wahlkreis                  | Wahlberechtigte | Wähler | %      | Abgeordneter                                             | Partei      | Stimmen | %      |
| ------------- | -------------------------- | --------------- | ------ | ------ | -------------------------------------------------------- | ----------- | ------- | ------ |
| 1. Klasse (A) |                            |                 |        |        | Rittergutsbesitzer von Kerßenbrock auf Wierborn          |             | 39      |        |
| 1. Klasse (A) |                            |                 |        |        | Johann Heinrich von Lengerke, Gutsbesitzer auf Steinbeck |             |         |        |
| 1. Klasse (A) |                            |                 |        |        | Gutsbesitzer Asemissen zu Asemissen                      |             | 59      |        |
| 1. Klasse (A) |                            |                 |        |        | Gutsbesitzer Obermeier zu Lockhausen                     |             | 39      |        |
| 1. Klasse (A) |                            |                 |        |        | Gutsbesitzer Wilhelm Schemmel zu Wüsten                  | Kons.       |         |        |
| 1. Klasse (B) | I. Wahlkreis               | 24              | 19     | 79,1 % | Obergerichtsrat August Caesar zu Detmold                 |             | 17      | 89,4 % |
| 1. Klasse (B) |                            |                 |        |        | Obergerichtsrat Overbeck zu Detmold                      |             | 17      |        |
| 2. Klasse     | I. Wahlkreis               | 278             | 238    | 84,9 % | Obergerichtsrat Overbeck                                 | NLP         | 85      | 36,0 % |
| 2. Klasse     | I. Wahlkreis (Stichwahl)   | ./.             | ./.    | ./.    | Brauereidirektor Richard Döpping (Falkenkrug)            | NLP         | ./.     | ./.    |
| 2. Klasse     | II. Wahlkreis              | ./.             | 154    | ./.    | Obergerichtsrat Stenebeck                                | NLP         | 103     | 66,9 % |
| 2. Klasse     | III. Wahlkreis             | ./.             | 169    | ./.    | Colon Körner (Stadenhausen)                              | Kons.       | 87      | 51,5 % |
| 2. Klasse     | IV. Wahlkreis              | ./.             | 218    | ./.    | Rentier Schmidt (Meinberg)                               | Fortschritt | 112     | 51,4 % |
| 2. Klasse     | V. Wahlkreis               | 398             | 312    | 78,4   | Gutsbesitzer Wilhelm Schemmel (Wüsten)                   | Kons.       | 161     | 51,6 % |
| 2. Klasse     | VI. Wahlkreis              | ./.             | 182    | ./.    | Meier Brand (Lieme)                                      | NLP?        | 115     | 63,2 % |
| 2. Klasse     | VII. Wahlkreis             | ./.             | 158    | ./.    | Gutsbesitzer Wilhelm Rhodovi (Hündersen)                 | Kons.       | 79      | 50,0 % |
| 2. Klasse     | VII. Wahlkreis (Stichwahl) | ./.             | 162    | ./.    | Gutsbesitzer Wilhelm Rhodovi (Hündersen)                 | Kons.       | 111     | 68,5 % |
| 3. Klasse     | I. Wahlkreis               | 1715            | 799    | 46,6 % | Schuhmachermeister Grote (Detmold)                       | Fortschritt | 661     | 82,7 % |
| 3. Klasse     | II. Wahlkreis              | ./.             | 1162   | ./.    | Syndikus Gevekot (Salzuflen)                             | NLP         | 588     | 50,6 % |
| 3. Klasse     | III. Wahlkreis             | ./.             | 1020   | ./.    | Kaufman J.B. Echterling (Lage)                           | Fortschritt | 555     | 54,4 % |
| 3. Klasse     | IV. Wahlkreis              | ./.             | 799    | ./.    | Syndicus Franz Hausmann (Horn)                           | Fortschritt | 645     | 65,2 % |
| 3. Klasse     | V. Wahlkreis               | 4028            | 1399   | 34,7 % | Amtman Ferdinand Sprütten (Alverdissen)                  | NLP         | 423     | 30,2 % |
| 3. Klasse     | V. Wahlkreis (Stichwahl)   | ./.             | 1835   | 45,6 % | Amtman Ferdinand Sprütten (Alverdissen)                  | NLP         | 1071    | 58,4 % |
| 3. Klasse     | VI. Wahlkreis              | ./.             | 739    | ./.    | Meier Ahrens (Hagendonop)                                | NLP         | 540     | 73,1 % |
| 3. Klasse     | VII. Wahlkreis             | ./.             | 1296   | ./.    | Pastor Theodor Krücke (Wüsten)                           | Kons.       | 599     | 46,2 % |
| 3. Klasse     | VII. Wahlkreis (Stichwahl) | ./.             | 1920   | ./.    | Rentier Wilhelm Büxten (Biemsen)                         | Fortschritt | 972     | 50,6 % |

### Neuwahlen
Im Laufe der Wahlperiode mussten Abgeordnetenmandate durch Neuwahlen erneut besetzt werden.
| Datum der Wahl    | Klasse    | Wahlkreis               | Wahlberechtigte | Wähler | %   | Abgeordneter                                              | Partei          | Stimmen | %    |
| ----------------- | --------- | ----------------------- | --------------- | ------ | --- | --------------------------------------------------------- | --------------- | ------- | ---- |
| 12. März 1877     | 3. Klasse | VI. Wahlkreis           | ./.             | 1199   | ./. | Husemann (Falkenkrug)                                     | NLP             | 617     | 51,5 |
| 16. April 1878    | 3. Klasse | IV. Wahlkreis           | ./.             | 907    | ./. | Ziegeleibesitzer Heinrich Moritz (Lage)                   | Fortschritt     | 599     | 66,0 |
| 8. September 1879 | 2. Klasse | II. Wahlkreis           | ./.             | 113    | ./. | Ökonom Emil Volland (Salzuflen)                           | Kons.           | 87      | 77,0 |
| 9. September 1879 | 3. Klasse | II. Wahlkreis           | ./.             | 605    | ./. | Ratssiegler Leopold Schnitger (Lemgo)                     | Fortschritt     | 543     | 89,8 |
| 17. Januar 1880   | 2. Klasse | IV. Wahlkreis           | ./.             | 165    | ./. | Gutsbesitzer Overbracht (Siebenhöfen)                     | Kons.           | 72      | 34,6 |
| 3. Februar 1880   | 2. Klasse | IV. Wahlkreis Stichwahl | ./.             | 166    | ./. | Guts- und Mühlenbesitzer Friedrich Ottomeyer (Wellentrup) | Fortschrittlich | 97      | 58,4 |

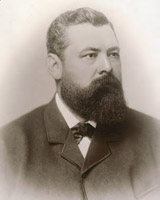
Friedrich Ottomeyer

Daneben kam es zu folgenden Neuwahlen, deren Ergebnisse Steinbach nicht angibt:
- am 30. Oktober 1866 in Klasse 1
- am 28. November 1877 in Klasse 2, Wahlkreis 2
- am 7. Januar 1878 in Klasse 1 B (Wahlort Detmold)
- am 27. Dezember 1878 in Klasse 1 B (1. Kreis)
- am 12. Januar 1880 in Klasse 1 A (Wahlort Schötmar)